# Milan Kadlec (cyklista, 1974)
Milan Kadlec (* 13. října 1974 Uherské Hradiště) je bývalý silniční a dráhový cyklista.
Největšího úspěchu dosáhl na dráze, když na mistrovství světa v roce 2010 vybojoval bronz v bodovacím závodě. Na oválu se také dvakrát zúčastnil olympijských her, v Aténách roku 2004 skončil pátý v bodovacím závodě a třináctý v bodovacím závodě dvojic, na olympiádě v Pekingu roku 2008 skončil v bodovačce jednotlivců devátý a ve dvojicích znovu třináctý. V letech 2007 a 2008 se stal mistrem republiky.
Na silnici vybojoval roku 2012 titul mistra republiky, ve stejném roce vyhrál Tour of Taihu Lake v Číně, roku 1999 Giro della Valle d'Aosta a v roce 2002 Ytong Bohemia Tour. Dvakrát jel Giro d'Italia (2000, 2002), jednou Vueltu (2012).
Jezdil v týmech Tico Praha (1995-1996), Joko (1997), For 3 (1998), Brunero-Bongianni (1999), Mobilvetta (2000-2001), Lampre (2002-2003), Vini Caldirola (2004), eD´System–ZVVZ (2005) a Dukla Praha (2006-2014).